# ريتشارد هنري كامينغز
ريتشارد هنري كامينغز (بالإنجليزية: Richard Henry Cummings)‏ مواليد 20 أغسطس 1858 في نيو هيفن، الولايات المتحدة - الوفاة 25 ديسمبر 1938 في لوس أنجلوس، هو ممثل أمريكي بدأ مسيرته الفنية سنة 1913. شارك في قرابة 82 فيلما. من أعماله الشجاعة الحمراء.

## روابط خارجية
- ريتشارد هنري كامينغز على موقع IMDb (الإنجليزية)
- ريتشارد هنري كامينغز على موقع أول موفي (الإنجليزية)
- ريتشارد هنري كامينغز على موقع قاعدة بيانات الأفلام السويدية (السويدية)
- ريتشارد هنري كامينغز على موقع قاعدة بيانات الفيلم (الإنجليزية)